# Hypenodes anatolica
Hypenodes anatolica is een vlinder uit de familie van de spinneruilen (Erebidae). De wetenschappelijke naam van de soort is voor het eerst geldig gepubliceerd in 1938 door Schwingenschuss.
Deze nachtvlinder komt voor in Europa.